# Gene McFadden
Gene McFadden (Olanta, 2 juli 1949 – Philadelphia, 27 januari 2006) was een Amerikaans singer-songwriter en muziekproducent.
Hij was een van de bekendste artiesten van het platenlabel Philadelphia International. Samen met John Whitehead vormde hij het succesvolle duo McFadden & Whitehead.
McFadden en Whitehead schreven hits voor veel artiesten van Philadelphia International, zoals The O'Jays en Harold Melvin & the Blue Notes. Zelf hadden ze in 1979 een hit met "Ain't No Stopping Us Now".
Bij Gene McFadden werd in 2004 lever- en longkanker vastgesteld waaraan hij begin 2006 overleed.
- Biblioteca Nacional de España: XX970671
- Bibliothèque nationale de France: cb13991124h (data)
- Gemeinsame Normdatei: 134909461
- International Standard Name Identifier: 0000 0000 8124 4170
- Library of Congress Control Number: n95097380
- MusicBrainz: aab6984e-bacb-430c-8125-23d48005ceae
- Virtual International Authority File: 46016020
- WorldCat: E39PBJrRgBWbRkx7x3vfMmmGHC